# Enrique Gimeno
Enrique Gimeno Teixidó (Barcelona, 28 de julio de 1929-Ciudad de México, 3 de noviembre de 2007) fue un renombrado director de orquesta y maestro de canto español —además de compositor, pianista, gestor de festivales y actividades culturales, y atleta hípico — que desarrolló su labor musical, principalmente,  en México.

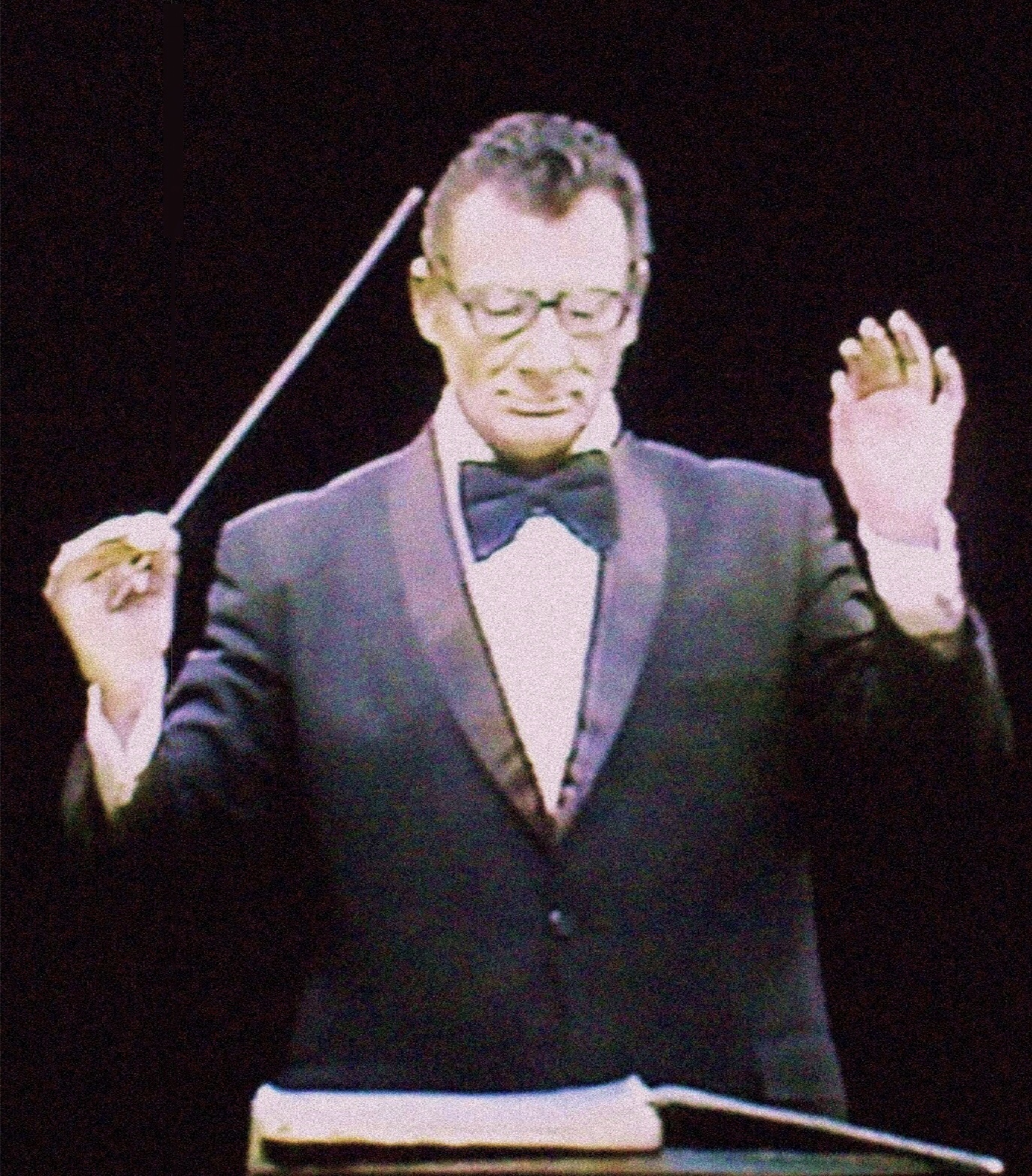
El maestro Enrique Gimeno dirigiendo el oratorio El Pesebre, de Pau Casals, en transmisión mundial vía satélite.

## Biografía
Enrique Gimeno Teixidó nació en Barcelona en 1929, hijo del afamado bajo Luis Gimeno V. (maestro a su vez de Manuel Ausensi y empresario de compañías de ópera y zarzuela) y nieto del director de orquesta M. Teixidó. Estudió música desde muy temprana edad.

## Estudios
Asistido por el músico Luis G. Jordá, ingresó al Conservatorio Superior de Música del Liceo donde realizó los estudios de profesorado en música, graduándose cum laude en 1949. Estudió las especialidades de concertista de piano con Guillermo Garganta y dirección de orquesta con el violinista y director Eduardo Toldrá, entre muchos otros excelsos maestros; debutando a los quince años como director en el Gran Teatro del Liceo al frente de la ópera Rigoletto de Giuseppe Verdi. Estudió además en Alemania y Francia recibiéndose con honores. En México, estudió dodecafonismo con Carlos Jiménez Mabarak.

## México y sus actividades
En 1949, llegó a México, siendo maestro de música y director coral. Fue, además, acompañante pianista de la naciente Televisión, así como director y arreglista en programas de radio y televisión. Fue algún tiempo, actor de cine y televisión grabando una simpática versión biográfica de Ed Sullivan.
Fue profesor de música en general en centros artísticos y escolares con la coordinación de Luis Sandi. Dirigió durante diez años la masa coral (con más de ochenta participantes) del Orfeó Catalá de Méxic, presentando una serie de obras corales de sobrado interés en salas de prestigio como el  Palacio de Bellas Artes y otros teatros importantes de la nación, además de dirigir otros coros de centros de la comunidad española en México.
En 1954, realizó la conmemoración del primer centenario del Himno Nacional Mexicano.
Tomó parte primordial en 1956 en las festividades del Magno Homenaje que, en Veracruz, México le rindió al chelista Pablo Casals, trabando una profunda amistad con éste (como quedó registrado en el libro de Josep García Borrás: "Pablo Casals, peregrino en América").
Eventualmente, adquirió la nacionalidad mexicana.

## Director orquestal, catedrático y Canal 8
Fundó y dirigió la Orquesta Manuel de Falla. Realizó una exitosa serie de conciertos para celebrar los primeros diez años del  "Auditorio Nacional". Por muchos años, fue profesor y colaborador de la Academia de Bellas Artes de México, particularmente, como profesor de maestros de canto. Ejerció cátedra musical en la UNAM.
Gimeno fue director en múltiples ocasiones de la Orquesta Filarmónica de la UNAM haciendo memorables conciertos con ésta. Entre 1969 y 1972, fue director general de música y actividades culturales del Canal Ocho de México, TIM.
Dirigió ópera y zarzuela en toda la república.
Fundó y dirigió la Orquesta del Canal Ocho de México, filmando inolvidables series, destacándose La vida de Ángela Peralta con la soprano Ernestina Garfias y celebrados actores, además de una estupenda gama de conciertos.
Gimeno fue también director de orquestas de cámara, resaltando con éstas, la integral de los Conciertos de Brandeburgo, de Johann Sebastian Bach, grabada en la iglesia barroca de Tepotzotlán, México.
Igualmente, Gimeno dirigió una pléyade de orquestas internacionales de gran prestigio como la de Los Ángeles, la Sinfónica de Barcelona, la del Gran Teatro del Liceo, la de Nueva York, la Pablo Casals, etcétera.

## Festivales Pablo Casals de México y Festivales Cervantinos

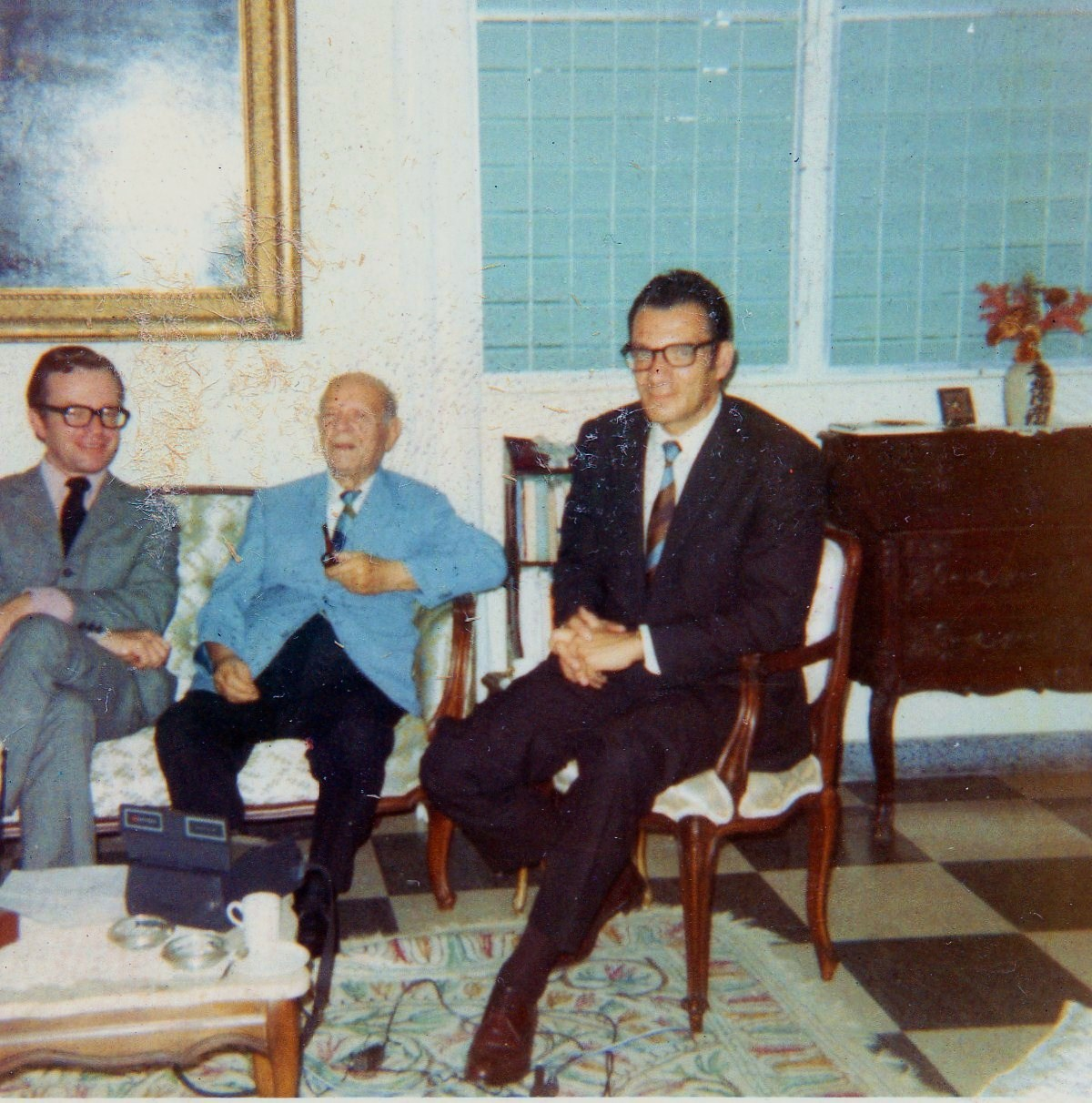
Encuentro con Casals, en su casa, de Enrique Gimeno y Jacobo Zabludovsky.

Estableció, patrocinó y fue director general de los «Festivales Pablo Casals de México» en los que dirigió varias veces el oratorio homónimo de Pablo Casals, El Pesebre (alternando, algunas ocasiones, la dirección de éste con el propio compositor y con el violinista Alexander (Sacha) Schneider). Y en 1973, llevó a cabo como homenaje póstumo a Casals, el montaje de tal oratorio, con dos orquestas, una gama de solistas internacionales como la soprano Olga Iglesias, el chelista Adolfo Odnopossoff y cientos de coristas desde el Palacio de Bellas Artes, con la presencia de las más altas autoridades nacionales y renombrados personajes, siendo esto televisado a todo el mundo.
Fue uno de los fundadores del Festival Cervantino de Guanajuato, México y fue su coordinador artístico, tres años. Ejecutó innumerables programas televisivos con coros, pianos y/o orquestas. Dirigió el Coro Bach en múltiples audiciones y formó coros estudiantiles en diferentes instituciones de enseñanza superior.

## Comedias musicales y música incidental

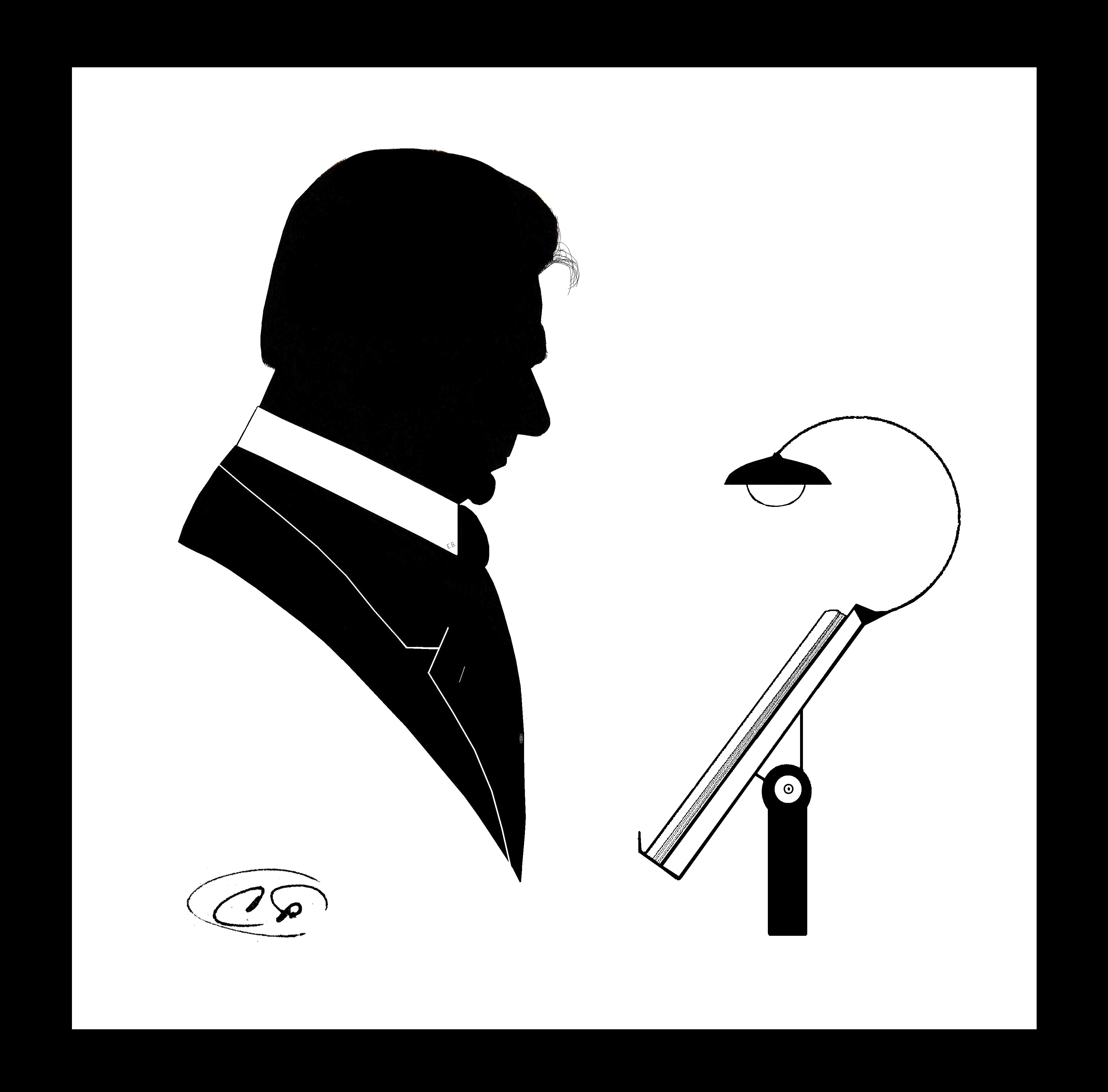
Silueta de Gimeno al estilo dieciochesco, por Carlos Fuentes y Espinosa.

En los años setenta, Gimeno presentó en México por primera vez el musical, The Sound of Music (La Novicia Rebelde), protagonizada por Lupita D'Alessio y Enrique Álvarez Félix,  con las felicitaciones efusivas del compositor (Richard Rodgers) y un gran éxito que cosechó en giras por todo el país y en la grabación discográfica. También dirigió la comedia musical Los Novios protagonizados por Julissa.
Recibió premios internacionales por su grabación de Pedro y el Lobo de S. Prokófiev.
Fue orquestador y también compositor.  Gimeno estrenó y difundió, a menudo, obras modernas como La madrugada del panadero, op. 12 de Rodolfo Halffter y no fue infrecuente que estrenara en la República Mexicana, algunas obras de los compositores clásicos.

## Conferencista y musicólogo

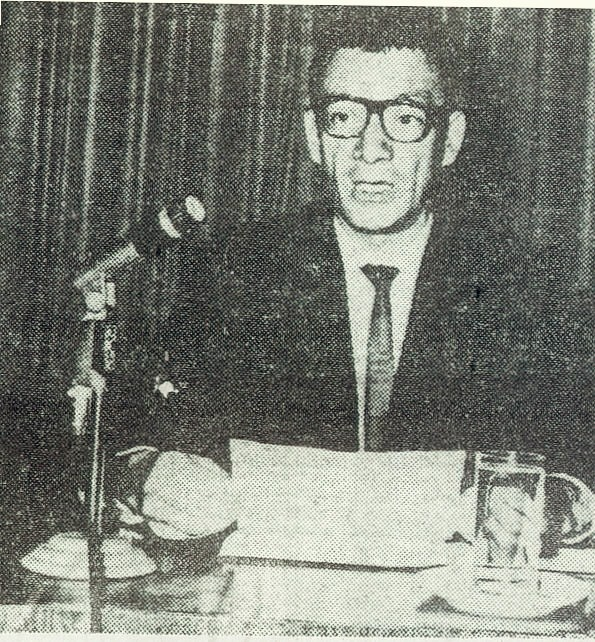
El maestro Enrique Gimeno durante una conferencia musical.

Enrique Gimeno dictó decenas de conferencias sobre musicología y canto; acerca de biografías de compositores y músicos como Ludwig Van Beethoven, Johannes Brahms, Isaac Albéniz, etc. y, particularmente, realizó disertaciones consistentes en música española, en centros prestigiosos de todo México como la Sala Manuel M. Ponce, la Universidad de Mexicalli, el Casino Español de México, el Instituto Mexicano - norteamericano de Relaciones Culturales, el Museo de Monterrey, el Ateneo Español de México, La Sala Chopin, etc. y aún en el extranjero.
Impartió cursos de apreciación musical e innumerables coloquios y fue expositor musical incontables veces en radio y televisión.
Participó como jurado (presidiéndolo) en concursos de canto como el (OTI).

## Homenajes

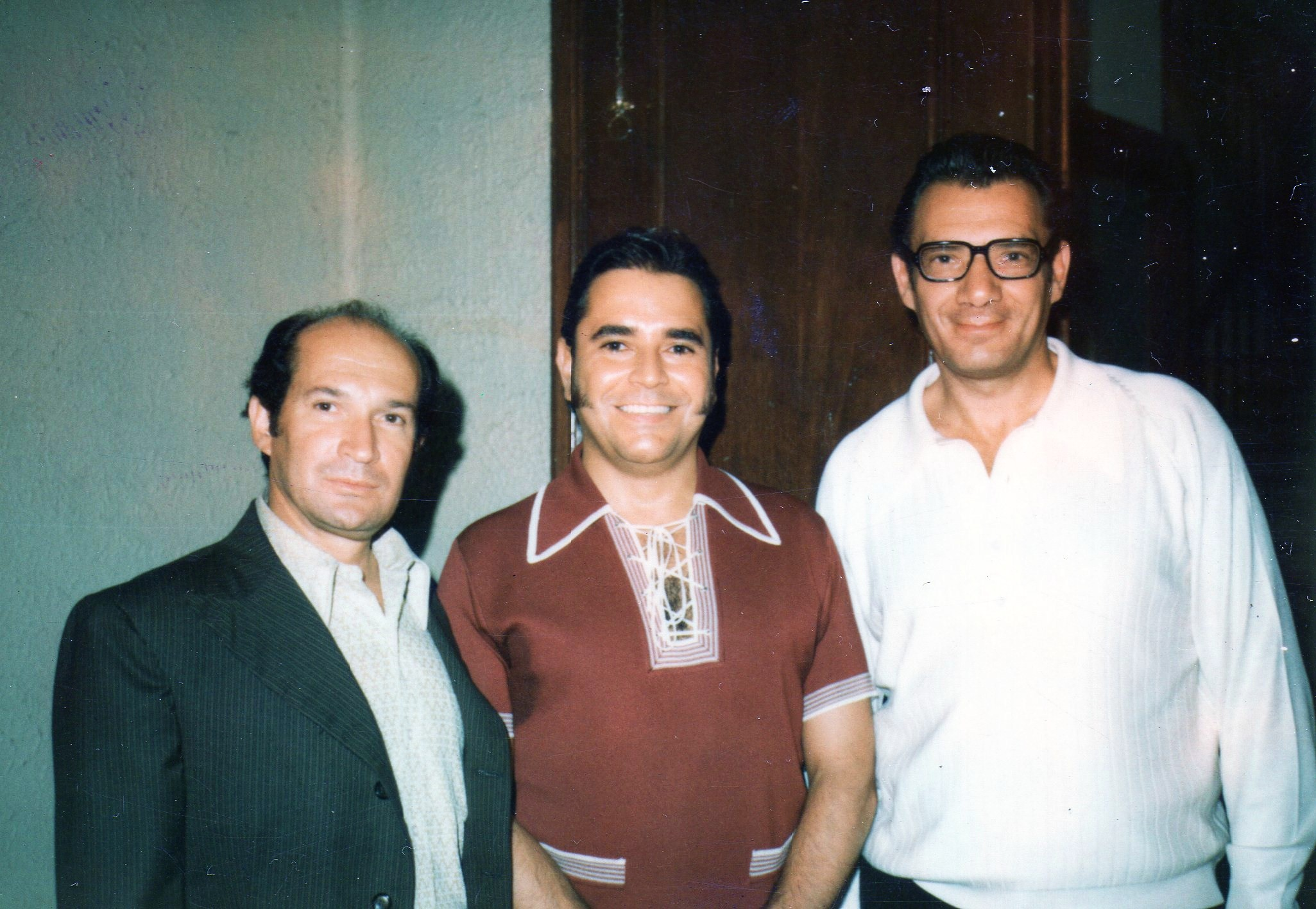
El director de orquesta Enrique Gimeno, el barítono Palo Elvira y el tenor Paulino Saharrea en ensayo, de der. a izq.

Gimeno Teixidó fue objeto de merecidos y conmovedores homenajes presentados por "La Fundación Rossini de México", el Estudio Coral Messina,  la ANDA (Asociación Nacional de Actores), "Música sin fronteras", el Palacio del Exarzobispado de la SHCP (Secretaría de Hacienda y Crédito Público), Foro Ana María Hdz., El Centro Cultural Español de México (póstumo) realizado por amigos y notables alumnos, etc.

## Maestro de canto
Entre sus alumnos de canto figuran el legendario barítono Pablo Elvira, el célebre tenor Luis Bilbao, los importantes cantantes Barbra Streisand, Gualberto Castro, Eugenia León, Tania Libertad, Alberto Ángel "El Cuervo", Silvia Montes, Johnny Laboriel, Pablo Ferrel, Norma Lazareno, Julio Alemán, Enrique Rambal, Claudio Brook, Verónica Castro, Raymundo Capetillo, Lucía Méndez, Leticia Palma, los bajos Enrique Leff, y Carlos Fuentes y Espinosa, entre otros más.
Enrique Gimeno falleció el tres de noviembre de 2007,  a los setenta y ocho años de edad, a causa de un paro cardíaco en la Ciudad de México.